# Ramón Herrera Cruzat
Ramon Herrera y Cruzat Navarro y Vela, més conegut com a Ramon Herrera (Villanueva de los Infantes, Ciudad Real 1757 – Cadis, 27 de febrer de 1839) va ser un marí espanyol. Va arribar a ser Cap d'esquadra en 1830.
El seu germà Tomás Herrera va ser tinent de navili de la Reial Armada i va ser també cavaller de l'Orde de Calatrava.

## Història
Amb quinze anys se li va atorgar Carta-Orde d'ingrés en la Companyia de Guardiamarines del Departament de Cadis, i va ocupar la plaça el 10 d'octubre de 1770. Fou destinat a serveis de mar, per realitzar les pràctiques, embarcat en el navili San Rafael el 12 de març de l'any de 1774. D'allí passpa a l'Arsenal de Cartagena, i d'allí al San Genaro, nevegant entre Gènova i Nàpols. En tornar d'aquesta comissió és destinat a la fragata Dorotea, amb la qual va assistir al socors de Melilla, on se li va donar la responsabilitat de desembarcar queviures de guerra. Amb el mateix buc de l'esquadra del general Castejón, participa en el bombardeig d'Alger. Quan torna a Alacant hi és desembarcat per malalt el 21 d'agost de 1775; és ascendit a alferes de navili.
Un cop recuperat el 7 de febrer de 1776 és destinat a la fragata Luisa, que fou comissionada per capturar l'ambaixador turc que venia de Constantinoble a l'illa de Galita. Es va dedicar a fer el cors creuant constantment les illes de Malta i Sicília, aconseguint fer algunes preses fins que la divisió va arribar a l'Arsenal de Cartagena. Allí fou nomenat Ajudant del Comandant General d'aquest Departament. El 5 de març de 1777 va rebre l'ordre d'embarcar al navili San Rafael, que el va transportar a l'Arsenal de Cadis, amb la destinació d'Ajudant en la Companyia de Guardiamarines d'aquest Departament.
El 1779 fou destinat a l'Arsenal de Ferrol, on fou ascendit a tinent de fragata de la Companyia de Guardiamarines. Aleshores fou destinat a la fragata La Graña, incorporada a l'esquadra de l'almirall Luis de Córdova y Córdova, qui amb l'esquadra francesa del Comte de D'Orvilliers va realitzar la campanya naval del canal de la Mànega, arribant al port de Brest el gener de 1780. D'allí passà al San Vicente, amb el qual va capturar diversos combois anglesos. L'abril de 1781 fou destinat al San Pascual, amb el que va participar en la presa de Maó i tota Menorca a les ordres de Buenaventura Moreno i en 1782 va participar en el Terrible en el bombardeig de Gibraltar. Després d'aquesta campanya fou ascendit a tinent de navili.
L'abril de 1783 embarcà al San Sebastián, amb el qual va viatjar fins a l'Arsenal de Cartagena, des d'on s'incorporà a l'esquadra de l'almirall Antoni Barceló i Pont de la Terra, i participà en l'expedició que va efectuar el primer bombardeig de Alger. El 18 de gener de 1784 s'embarcà al xabec Catalán com a oficial d'ordres del capità de navili Federico Gravina. En febrer de 1785 va obtenir el comandament del Catalán i l'abril de 1786 el del bergantí Infante, amb el que s'enfrontà a la pirateria berberesca. En gener de 1792 fou ascendit a capità de fragata i destinat com a segon Comandant de la Companyia de Guardiamarines de Ferrol. En setembre de 1793 fou assignat a l'esquadra de l'almirall Juan de Lángara y Huarte, amb la qual va salpar amb rumb a Barcelona i després a Roses i que va participar en el setge de Toló amb l'esquadra de l'almirall Hood.
El 1795 se li atorga el comandament de la fragata Venus, amb la que fa creuers a Maó, amb la finalitat de deixar el tràfic mercant lliure de corsaris. Al cap de poc temps, se li va atorgar el comandament de la fragata Casilda fins que l'agost de 1798 és destinat novament a l'Arsenal de Cartagena. El gener de 1802 rep el comandament de la fragata Liebre, amb la que també lluitarà contra els corsaris. En 1803 va rebre el segon comandant del navili Santa Ana, en el qual va romandre fins al setze de febrer de 1805, quan fou nomenat tercer comandant del navili Santísima Trinitat. Poc després Federico Gravina el va reclamar per passar al seu vaixell almirall Príncipe de Asturias amb el mateix càrrec, així que el 20 d'octubre d'aquest any va salpar per enfrontar-se amb l'esquadra combinada a les ordres de l'almirall francès Villeneuve, contra la britànica de l'almirall Nelson en la batalla de Trafalgar el 21 d'octubre de 1805.
Va tornar ferit de la batalla i el novembre de 1805 el rei Carles IV d'Espanya el va ascendir a capità de navili. Destinat al Montañés, va patir problemes de vista i hagué de demanar destinacions a terra ferma. En maig de 1815 fou ascendit a brigadier i en 1827 fou nomenat comandant del Terç Naval de Cadis, i el 1830 és ascendit a cap d'esquadra. Va residir a Cadis fins que va morir en febrer de 1839.